# Less Than Kind
Less Than Kind è una serie televisiva canadese, che ha debuttato il 13 ottobre 2008 su Citytv. La seconda stagione della serie è stata invece trasmessa su HBO Canada. Il protagonista della serie è Sheldon Blecher, interpretato da Jesse Camacho, un quindicenne che vive in una famiglia amorevole ma disfunzionale a Winnipeg. Il cast include anche Maury Chaykin e Wendel Meldrum nel ruolo dei genitori di Sheldon, Benjamin Arthur nel ruolo di suo fratello maggiore Josh, e Nancy Sorel nel ruolo di sua zia Clara.
La serie ha ricevuto due premi ai Canadian Comedy Awards del 2009, per la migliore performance di gruppo e per la migliore performance femminile (Wendel Meldrum). Less Than Kind è stato candidato nel 2009 per nove Gemini Award, e ha ricevuto il premio per la migliore direzione di un programma o di una serie commedia (Kelly Makin, per The Daters). La serie ha ricevuto quattro delle cinque candidature per i premi alla sceneggiatura al Writers Guild of Canada del 2010, nella categoria delle serie episodiche di 30 minuti.

## Produzione
Less Than Kind è stato ideato da Marvin Kaye e Chris Sheasgreen, che hanno liberamente basato la serie su un'opera teatrale in un atto unico di successo, scritta da Kaye e intitolata They Have Mayonaisse in Montreal. «Mi piacevano i personaggi e mi piaceva che fosse come basato sulla vita di Marvin» ha detto lo showrunner Mark McKinney. «Aveva un anello della verità, aveva il cuore... È stato piuttosto facile salire a bordo».

## Episodi
La prima stagione di Less Than Kind è andata in onda dal 13 ottobre 2008 su Citytv. La seconda stagione è stata trasmessa dal 19 febbraio 2010 su HBO Canada. Nel giugno del 2010 è stato annunciato che HBO Canada ha rinnovato la serie per una terza stagione. È stata rinnovata per una quarta e ultima stagione.
| Stagione         | Episodi | Prima TV originale                     | Prima TV Italia |
| ---------------- | ------- | -------------------------------------- | --------------- |
| Prima stagione   | 13      | Dal 13 ottobre 2008 al 2 febbraio 2009 | Inedita         |
| Seconda stagione | 13      | Dal 19 febbraio 2010 al 21 maggio 2010 | Inedita         |
| Terza stagione   | 13      | Dal 15 gennaio 2012 al 25 marzo 2012   | Inedita         |
| Quarta stagione  | 9       | Dal 2 giugno 2013 al 14 luglio 2013    | Inedita         |